# Zapadna Stara planina i Predbalkan
Zapadna Stara planina i Predbalkan este o arie protejată (arie specială de conservare — SAC, sit de importanță comunitară — SCI) din Bulgaria întinsă pe o suprafață de 219.756,78 ha, integral pe uscat.

## Localizare
Centrul sitului Zapadna Stara planina i Predbalkan este situat la coordonatele 43°20′28″N 22°55′06″E / 43.3411°N 22.9183°E.

## Înființare
Situl Zapadna Stara planina i Predbalkan a fost declarat sit de importanță comunitară în octombrie 2007 pentru a proteja 6 specii de plante și 49 de specii de animale. Situl a fost protejat și ca arie specială de conservare în martie 2021.

## Biodiversitate
Situată în ecoregiunile alpină și continentală, aria protejată conține 40 de habitate naturale: Ape puternic oligomezotrofe cu vegetație bentonică cu Chara spp., Lacuri eutrofice naturale cu vegetație de tip Magnopotamion sau Hydrocharition, Cursuri de apă de la nivel de câmpie la nivel montan, cu vegetație Ranunculion fluitantis și Callitricho-Batrachion, Pajiști alpine și boreale, Tufărișuri cu Pinus mugo și Rhododendron hirsutum (Mugo-Rhododendretum hirsuti), Tufărișuri subcontinentale peripanonice, Formațiuni de Juniperus communis pe lande sau pajiști calcaroase, Pajiști carstice calcaroase sau bazofile, de Alysso-Sedion albi, Pajiști uscate seminaturale și facies de acoperire cu tufișuri pe substraturi calcaroase (Festuco-Brometalia) (* situri importante pentru orhidee), Formațiuni ierboase bogate în specii de Nardus, dezvoltate pe substraturi silicioase în zone montane (și în zone submontane, în Europa continentală), Pajiști stepice subpanonice, Pajiști uscate din regiunea submediteraneeană estică (Scorzoneratalia villosae), Pajiști acidofile oro-moezice, Pajiști cu Molinia pe soluri calcaroase, turboase sau argilos-nămoloase (Molinion caeruleae), Liziere de ierburi înalte hidrofile de câmpie și de nivel montan până la alpin, Fânețe de joasă altitudine (Alopecurus pratensis, Sanguisorba officinalis), Fânețe montane, Mlaștini turboase de tranziție și turbării mișcătoare, Izvoare petrifiante cu formare de travertin (Cratoneurion), Grohotișuri silicioase de la nivelul montan până la nivelul zăpezii (Androsacetalia alpinae și Galeopsietalia ladani), Pante stâncoase calcaroase cu vegetație casmofită, Pante stâncoase silicioase cu vegetație casmofită, Roci stâncoase cu vegetație pionieră de Sedo-Scleranthion sau Sedo albi-Veronicion dillenii, Peșteri inaccesibile publicului, Păduri de fag Luzulo-Fagetum, Păduri de fag Asperulo-Fagetum, Păduri de fag din Europa Centrală dezvoltate pe sol calcaros cu Cephalanthero-Fagion, Păduri de stejar și carpen Galio-Carpinetum, Păduri pe pante, grohotișuri și ravene de Tilio-Acerion, Păduri de brad argintiu moezice, Păduri de pini scoțieni din masivele Balcanilor și Rodopilor, Păduri aluvionare cu Alnus glutinosa și Fraxinus excelsior (Alno-Padion, Alnion incanae, Salicion albae), Păduri panonice cu Quercus petraea și Carpinus betulus, Păduri panonice cu Quercus pubescens, Păduri panonice-balcanice de stejar turcesc - stejar sesil, Păduri de fag moezice, Păduri de tei argintiu moezice, Păduri de Castanea sativa, Păduri acidofile de Picea de la nivel montan la nivel alpin (Vaccinio-Piceetea), Păduri de pin (sub-) mediteraneene cu pini negri endemici.
La baza desemnării sitului se află mai multe specii protejate:
- plante (6): Buxbaumia viridis, mușchi (Dicranum viride), Echium russicum, Hamatocaulis vernicosus, Himantoglossum caprinum, Tozzia carpathica
- amfibieni (3): izvoraș-cu-burta-galbenă (Bombina variegata), triton cu creastă (Triturus cristatus), Triturus karelinii
- mamifere (19): liliac cârn (Barbastella barbastellus), lupul (Canis lupus), vidră de râu (Lutra lutra), râs eurasiatic (Lynx lynx), hamster românesc (Mesocricetus newtoni), liliac cu aripi lungi (Miniopterus schreibersii), liliac cu urechi mari (Myotis bechsteinii), liliac cu urechi de șoarece (Myotis blythii), liliac cu picioare lungi (Myotis capaccinii), liliac cărămiziu (Myotis emarginatus), liliac comun (Myotis myotis), liliacul cu potcoavă a lui blasius (Rhinolophus blasii), liliacul mediteranean cu potcoavă (Rhinolophus euryale), liliacul mare cu potcoavă (Rhinolophus ferrumequinum), liliacul mic cu potcoavă (Rhinolophus hipposideros), liliacul cu potcoavă a lui méhely (Rhinolophus mehelyi), popândău (Spermophilus citellus), urs brun (Ursus arctos), dihor pătat (Vormela peregusna)
- nevertebrate (17): Austropotamobius torrentium, Carabus variolosus, croitorul mare al stejarului (Cerambyx cerdo), Cordulegaster heros, fluturele de noapte (Eriogaster catax), Euplagia quadripunctaria, rădașcă (Lucanus cervus), fluturele purpuriu (Lycaena dispar), croitorul cenușiu al stejarului (Morimus funereus), Nymphalis vaualbum, Ophiogomphus cecilia, Osmoderma eremita, Paracaloptenus caloptenoides, Polyommatus eroides, gândacul de apă (Rhysodes sulcatus), Rosalia alpina, Unio crassus
- pești (7): Barbus meridionalis, zvârluga (Cobitis taenia), zglăvoacă (Cottus gobio), boarță (Rhodeus amarus), porcușor de nisip (Romanogobio kesslerii), porcușor de vad (Romanogobio uranoscopus), dunăriță (Sabanejewia aurata)
- reptile (3): țestoasa de baltă (Emys orbicularis), Testudo graeca, țestoasă bănățeană (Testudo hermanni)

Pe lângă speciile protejate, pe teritoriul sitului au mai fost identificate 51 de specii de plante, 1 specie de amfibieni, 2 specii de mamifere, 37 de specii de nevertebrate, 5 specii de pești.